# Fonuafo'ou
Ne doit pas être confondu avec l'îlot Fenuafo'ou à Wallis-et-Futuna.
Fonuafo‘ou (également appelé Falcon island ou Culebras) est un volcan sous-marin situé dans la partie occidentale du groupe insulaire de Ha'apai, dans l'archipel des Tonga. Depuis 1781, onze éruptions ont été observées. Le volcan a formé une île en plusieurs occasions au cours de son histoire.

## XVIIIesiècle
Le premier explorateur européen à aborder Fonuafo'ou est l'espagnol Francisco Antonio Mourelle de la Rúa en 1781. À l'époque, ce n'est qu'un amas de roches affleurant la surface, que Mourelle nomme Culebras (« couleuvres »).

## XIXesiècle
Observée par l'équipage du navire britannique HMS Falcon en 1865, Fonuafo'ou se limite à un récif corallien émergeant à peine de la surface de l'océan. En 1877, le navire australien HMS Sappho rapporte que de la fumée s'échappe du récif. 

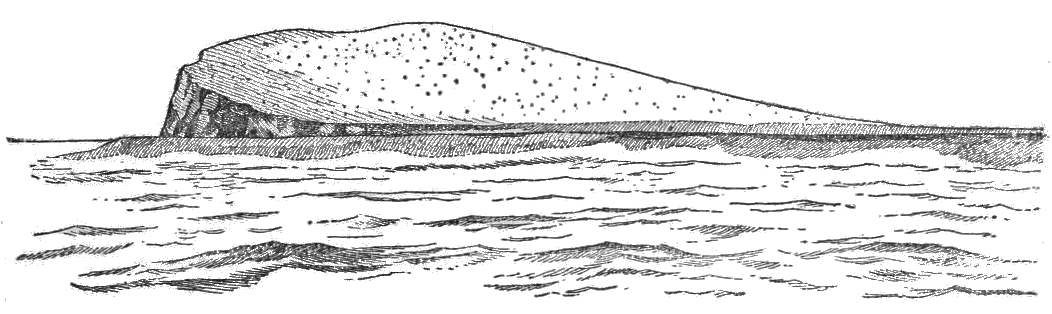
Fonuafo'ou en 1889.

Entrant en éruption le 11 octobre 1885, le volcan déverse des tonnes de roches, de pierres ponces et de cendres brûlantes, qui finissent par former une véritable île le 14 octobre 1885. Celle-ci est baptisée Falcon island par les Britanniques. Une expédition britannique de 1889 mesure l'île : environ 2 kilomètres de long, 1,6 km de diamètre et 50 mètres en son point culminant.  

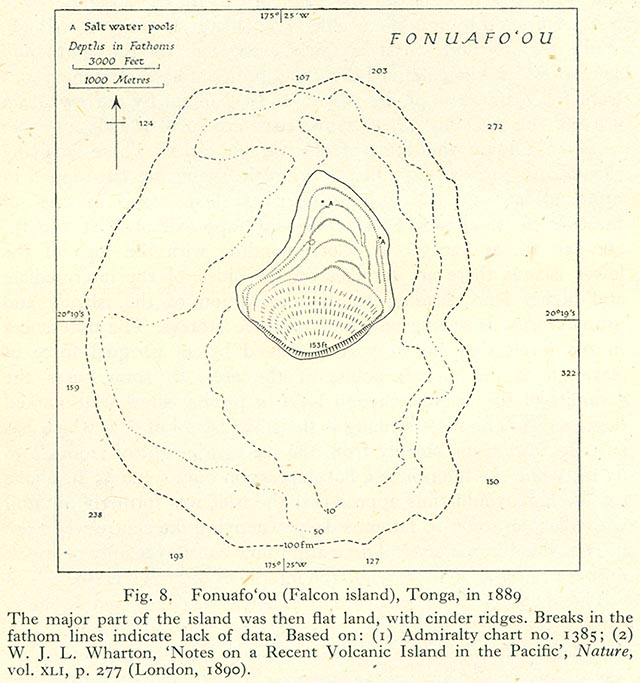
Carte de Fonuafo'ou en 1889.

En 1894, l'île disparaît à nouveau avant de réapparaître en décembre de la même année à la suite d'une éruption. Le gouvernement tongien organise alors une expédition officielle pour prendre possession de l'île et y planter le drapeau tongien ainsi que quelques cocotiers. Cependant, une nouvelle éruption l'année suivante fait disparaître l'île. En 1897, l'île réapparaît, d'une hauteur de 2,7 mètres.

## XXesiècle
En 1913, le HSM Comoran indique que Fonuafo'ou a complètement disparu. Néanmoins, le 4 octobre 1927, une éruption a lieu et l'île sort à nouveau de l'eau. Elle mesure alors environ 1,5 kilomètre de longueur, 1,5 kilomètre de largeur, et s'éleve de 92 mètres au dessus de l'eau.  

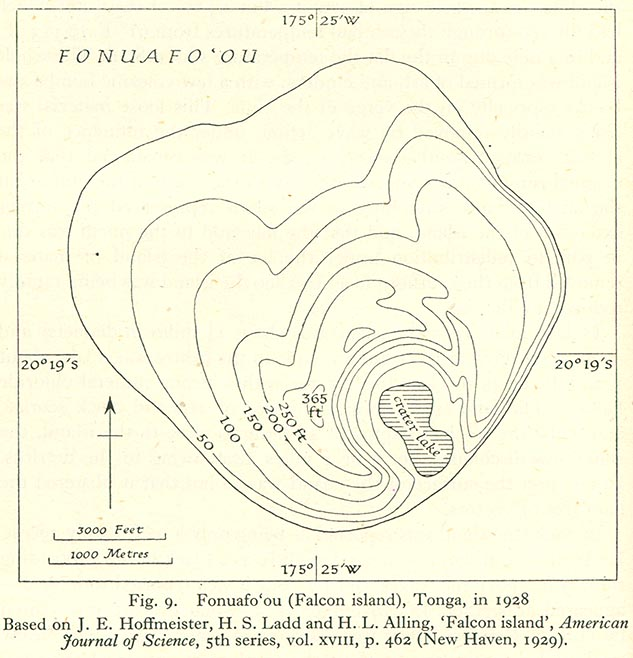
Carte de Fonuafo'ou en 1928.

Des éruptions successives (1927, 17 avril 1928, 1933 et 1936) contribuent à augmenter peu à peu la superficie de l'île, qui atteint un maximum de 6 kilomètres de diamètre pour une hauteur de 145 mètres en 1949. Cette même année, une éruption provoque l'explosion puis l'effondrement de la structure, qui disparaît de nouveau sous les flots. 
En décembre 1954, le volcan est de nouveau actif. Le journal australien The Courier Mail le surnomme Jack-in-the-Box island, la comparant à un diable en boîte, apparaissant et disparaissant périodiquement. En 1959, l'île s'immergea de nouveau.
De nouvelles éruptions sont enregistrées en 1970 (3 janvier) et en 1993. En 2018, le volcan de Fonuafo'ou est immergé (−17 mètres).

## Toponymie
En tongien, le nom de l'île signifie « nouvelle terre ».

## Lien avec les mythes tongiens
D'après Nunn, les apparitions et disparitions successives d'une île comme Fonuafo'ou pourraient être à l'origine de certains mythes polynésiens, où des demi-dieux comme Maui pêchent une île pour la tirer des eaux et lui donner ainsi naissance. D'autres exemples de ce type ont été observés dans la région.